# Алберт Шпер
Бертолд Конрад Херман Алберт Шпер, познат као Алберт Шпер (слушајⓘ; Манхајм, 19. марта 1905 — Лондон, 1. септембар 1981) био је немачки архитекта и један од петорице највиших званичника нацистичке владе (Химлер, Гебелс, Геринг, Борман и Шпер). Понекад је називан првим архитектом Трећег рајха.
Шпер је по много чему одударао од слике човека у врху нацистичке странке и блиског Хитлеровог сарадника. Био је то високо образован човек, углађених манира и господског понашања. Хитлер и он имали су једну заједничку страст, готово опсесију - архитектуру.

## Биографија
Рођен је као син такође архитекте у Манхајму. Архитектуру је студирао у Минхену и Берлину, а диплому добио 1927.

## Каријера
Као млади берлински архитекта 1931. године, 27 година је ступио у НСДАП. Амбициозан и способан какав је био, убрзо је побудио Хитлерову пажњу и задобио његово поверење. Временом, „Фирер“ је све више био импресиониран Шперовим замислима и плановима. Хитлер је и сам желео да постане архитекта, али му то није пошло за руком.
Само годину дана након што је Шпер приступио странци добио је задатак да организује велики нацистички слет на аеродрому Темпелхоф. Показао је велику вештину у побуђивању емоција помпозним приредбама са заставама и рефлекторима које су касније постале саставни део Хитлеровог мита.
Жетвене свечаности у Бакебергу, прославе у Таненбергу и велики нацистички слетови у Нирнбергу били су његово дело. Поврх свега, Шпер је поставио инсценацију и режирао Хитлерове говоре уз помоћ свог доброг познавања психологије маса.
Заједно са Шпером Хитлер је планирао да преуреди Берлин и друге веће немачке градове градећи велике зграде у стилу староримских и других класичних грађевина које су обојица јако волели. Величина и помпозност била им је главна мисао водиља у плановима изградње нове Немачке.
Следи део описа зграда које је требало да буду изграђене у будућој престоници света:
Купола над двораном требало би да буде виша од 30 m како би у њу стало 100.000 људи. Међу страначким зградама које су пројектоване да буду вечно обележје града Нирнберга била би дворана за 60.000 људи, стадион какав свет још није видио, као и поље за параде којима би могло да присуствује милион људи.
Неке од ових идеја су и спроведене у дело.

## Рат
Шперова заслуга да буде у самом врху НСДАП-а до последњих дана јесте првенствено у томе што је, почетком Другог светског рата, добио место министра наоружања Трећег рајха. Уметник и архитекта тада је свој талент преоријентисао на организовање ратне производње. Успех је био феноменалан. Насупрот савезничким бомбардовањима производња борбених авиона, тенкова и граната порасла је за више од три пута. Био је одличан организатор производње, али је, да би постигао такве резултате, немилосрдно искориштавао људе.
Шпера није било брига одакле страни радници долазе и у каквим условима живе све док добро раде за Немачку. Није се обазирао на међународну етику и конвенције када је ратне заробљенике присиљавао на робовски рад. У Химлеровим логорима радници су радили и до сто сати недељно. Шпер се несумњиво понашао робовласнички што га је на крају и довело пред суд.
Ипак на суђењу није доказано да је икад издао неку нечовечну заповест. Као министар наоружања био је врло моћан и утицајан, могао је, да је то хтео, да почини многе злочине. Међутим, поставио се другачије од многих својих колега министара. Могао је себи допустити да критикује Кајтела или Франка, чак се и одупирао гестаповском хапшењу радника и обично износио победе у таквим сукобима. Био је недодирљив и важио је за човека од изузетног Хитлеровог поверења због чега је имао доста непријатеља у врху странке.

## Суђење у Нирнбергу
Његова савест га је нагло пробудила пред крај рата. Био је на рубу отказивања послушности свом вођи када је било неоспорно да је рат изгубљен. Ипак, никад га се није одрекао иако је касније тврдио да је озбиљно размишљао о организовању атентата на Хитлера.
Током суђења у Нирнбергу понашао се лукаво, додворавао се судијама, показивао искрено кајање и постао готово антифашиста. Наравно, не зна се да ли је то радио да спаси властиту главу или је стварно тако мислио. Има знакова који иду у прилог и једном и другом. Ево шта је изјавио о својим бившим колегама током суђења:
Ни један од њих не сме ући у историју као човек вредан и најмањег поштовања. Нека цео проклети нацистички систем и сви који су у њему учествовали, укључујући и мене, нестане са свом срамотом и презиром који заслужују. Треба људе пустити да забораве и да почну градити нов живот на разборитим и демократским темељима
Геринг се силно наљутио на њега, назвао га је издајником и беснео како би га најрадије сам одмах ликвидирао.
Шпер је знао шта ради, оставио је добар утисак на судије. Докази против њега су постојали али су били слаби. Признао је да је крив за искориштавање радника и ратних заробљеника, али је стално истицао своје дубоко кајање и намеру да убије Хитлера 1945.
Није проглашен кривим по прве две тачке оптужбе, оне за агресорски рат и заверу, што му је спасило главу. Осуђен је на 20 година затвора иако се надао да ће бити ослобођен свих оптужби.
У затвору и након њега издао је неколико књига попут: „Спандау: Тајни дневници“ и „Унутар трећег рајха“.
Алберт Шпер умро је 1. септембра 1981.

### Монографије
- Albert Speer (1969). Erinnerungen. Berlin: Ullstein. ISBN 978-3-549-07184-7..
- Albert Speer (2002). Spandauer Tagebücher. Propyläen. ISBN 978-3-549-07158-8., 2002 [1975].

### Биографије
- Adelbert Reif: Albert Speer. Kontroversen um ein deutsches Phänomen. 1978.
- Schmidt, Matthias (2005). Albert Speer: das Ende eines Mythos : aktualisiertes Vorwort "Albert Speer und die geniale Manipulation der Geschichte". Netzeitung. ISBN 978-3-938941-00-3.

### Архитектура и урбанизам
- Joachim Petsch (1976). Baukunst und Städteplanung im Dritten Reich. München: Hanser. ISBN 978-3-446-12279-6.
- Heinrich Schwendemann: "Drastic Measures to Defend the Reich at the Oder and the Rhine…" A forgotten Memorandum of Albert Speer of 18 March 1945. In: Journal of Contemporary History, 38. Jahrgang 2003, pp. 597–614.
- Susanne Willems:[1] Der entsiedelte Jude. Albert Speers Wohnungsmarktpolitik für den Berliner Hauptstadtbau. Berlin: Edition Hentrich. 2002. ISBN 978-3-89468-259-0..
- Lars Olof Larsson (1978). Die Neugestaltung der Reichshauptstadt. Albert Speers Generalbebauungsplan für Berlin. Stuttgart. ISBN 978-3-7757-0127-3..
- Dietmar Arnold (2005). Neue Reichskanzlei und "Führerbunker". Legenden und Wirklichkeit. Berlin. ISBN 978-3-86153-353-5..
- Lars Olof Larsson, Ingolf Lamprecht: "Fröhliche Neugestaltung" oder: Die Gigantoplanie von Berlin 1937–1943. Albert Speers Generalbebauungsplan im Spiegel satirischer Zeichnungen von Hans Stephan. Ludwig. 2009. ISBN 978-3-937719-69-6., Kiel.